# Graubraune Kräuselspinne

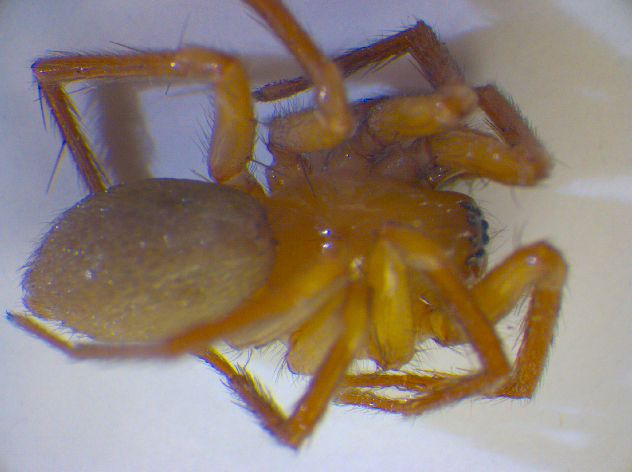
Nahaufnahme von Cicurina cicur

Die Graubraune Kräuselspinne (Cicurina cicur), manchmal auch Herbststreu-Spinne genannt, ist eine Webspinne innerhalb der Familie der Bodenspinnen (Hahniidae).

## Merkmale
Die Graubraune Kräuselspinne erreicht eine Körperlänge von 5 bis 7 Millimetern und ist damit eine vergleichsweise große Kräuselspinne. Die Färbung des Vorderkörpers ist hell rotbraun bis gelblich braun glänzend, der Kopfbereich und die Cheliceren sind wesentlich dunkler als das restliche Prosoma. Die Cheliceren sind steil nach unten gerichtet und etwas nach hinten gebogen. Das Sternum an der Unterseite des Vorderkörpers ist gelblich. Ähnlich gefärbt sind die ersten Beinglieder bis zur Patella. Tibien, Metatarsen und Tarsen sind hingegen dunkler, von ähnlicher Färbung wie der Vorderkörper. Auf der Unterseite von Tibia und Metatarsus der ersten beiden Beinpaare befinden sich lange Stacheln. 
Der Hinterkörper ist einfarbig hellgrau bis graubraun und mit feinen Härchen besetzt. Er trägt keine Zeichnung.

## Verwechslungsmöglichkeiten
Die Graubraune Kräuselspinne erinnert aufgrund der Färbung an die Wasserspinne. Außerdem wird sie auch aufgrund der für Kräuselspinnen eher ungewöhnlich schlichten Erscheinung und verborgenen Lebensweise oft nicht als Art dieser Familie erkannt, sondern eher für eine Spinne, die weniger auffällig ist, wie beispielsweise eine Sackspinne gehalten.
Eine aus Asien ins Rheintal in der Schweiz und in Deutschland eingeschleppte Verwandte ist Cicurina japonica. Es gibt keine weiteren Cicurina-Arten in Mitteleuropa, die meisten Arten dieser Gattung sind in Nordamerika und in Asien beheimatet.

## Vorkommen
Das Verbreitungsgebiet der Graubraunen Kräuselspinne reicht von Europa bis Zentralasien. Sie ist in Mitteleuropa sehr häufig. In Deutschland ist sie vom Süden bis zu den Mittelgebirgen häufig, im Norden wird sie je nach Breite immer seltener. 
Sie bewohnt oftmals Laub- und Mischwälder, wo sie unter der Rinde von abgestorbenen Bäumen zu finden ist. Sie lebt aber auch in Steinbrüchen und auf Trockenrasen unter Steinen oder in kleinen Höhlen.

## Lebensweise
Cicurina cicur baut Fangnetze am Boden im Moos und unter Steinen. Die adulten Tiere sind vom Frühjahr bis in den Herbst zu finden. Das Cribellum, das bei den anderen cribellaten Spinnenarten zur Erzeugung von Kräuselfäden verwendet wird, ist verkümmert.

## Systematik
Cicurina cicur wurde bis vor wenigen Jahren noch zu den Trichterspinnen, später zu den Kräuselspinnen (obwohl sie keine Kräuselfäden produziert) gezählt. Heute stellt man die Art zu den Bodenspinnen. Es wird angenommen, dass einige Merkmale bei der Gattung Cicurina im Laufe der Evolution rückgebildet worden sind. Schon seit der Erstbeschreibung durch Fabricius im 18. Jahrhundert unter dem Namen Aranea cicurea war die Spinne oft Umbenennungen unterworfen. Lange Zeit wurde sie zu den Winkelspinnen der Gattung Tegenaria gezählt, z. B. bei Carl Ludwig Koch, 1841.